# 베슬란

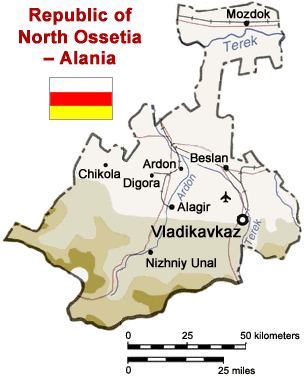
북오세티야 공화국의 지도.

베슬란(러시아어: Бесла́н, 오세트어: Беслӕн)은 러시아 북오세티야 공화국에 있는 프라보베레주니 군에 속한 도시이다. 인구는 3만3,600명(2002년)이고, 북오세티야 공화국에서는 블라디카프카스, 모즈도크다음으로 큰도시이다.
베슬란은 로스토프나도누와 바쿠를 연결하고, 블라디카프카스도 연결한다. 이 도시에서 베슬란 인질 사태가 발생했다.